# Курунг-Кумей
Курунг-Кумей (англ. Kurung Kumey) — округ на западе индийского штата Аруначал-Прадеш. Был образован 1 апреля 2000 года в результате реорганизации округов штата. Административный центр — город Колорианг. Площадь округа — 6340 км². По данным всеиндийской переписи 2001 года население округа составляло 42 282 человек.